# Mary Elizabeth Richmond

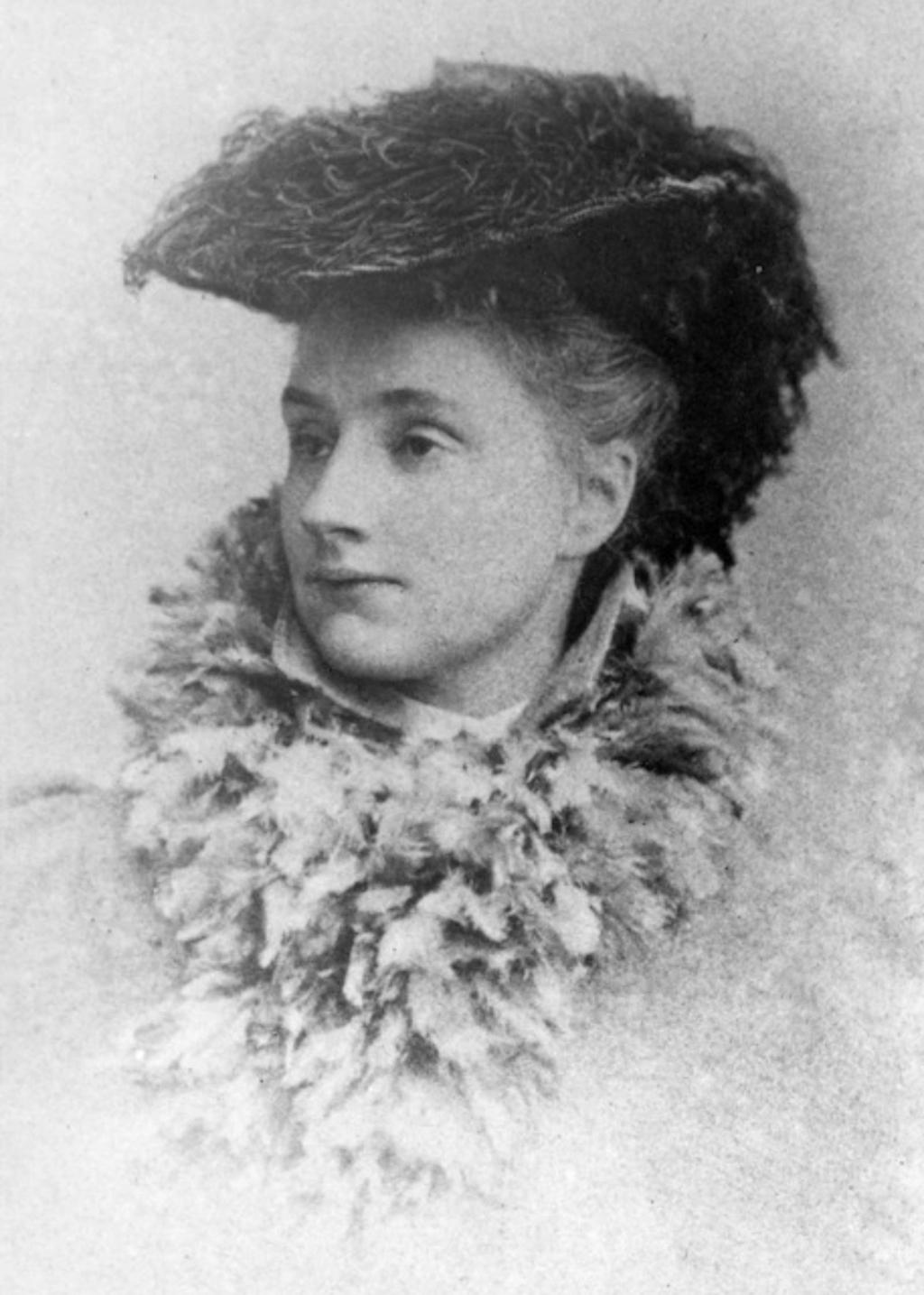
Mary Elizabeth Richmond
(1890er Jahre)

Mary Elizabeth Richmond (* 30. August 1853 in New Plymouth, Region Taranaki, Neuseeland; † 3. Juli 1949 in Wellington, Neuseeland) war eine neuseeländische Lehrerin, Autorin und Initiatorin der Kindergarten-Bewegung in Neuseeland.

## Frühes Leben
Mary Elizabeth Richmond wurde am 30. August 1853 als Tochter und ältestes Kind von neun Kindern der Eheleute Emily Elizabeth Atkinson und Christopher William Richmond, einem Rechtsanwalt, in New Plymouth geboren. Ihre Eltern waren im Dezember 1852 mit anderen aus ihrer Verwandtschaft von England aus nach Neuseeland ausgewandert. Ich Ziel war New Plymouth, wo sie sich den Großfamilien der Richmond-Brüdern und anderen anschließen konnten. Mary wuchs in komfortablen Verhältnissen auf, wurde von Privatlehrern unterrichtet und lebte aufgrund ihres Vaters, der eine herausragende Stellung als Anwalt und später als Richter hatte, in einer gesicherten Position der kolonialen Gesellschaft. Da ihre Mutter wenig Zeit für häusliche Angelegenheiten hatte, übernahm Mary recht früh Verantwortung und sammelte so Erfahrung in Haushaltsführung und in der Betreuung von Kindern, die ihre Geschwister waren. Die Familie wechselte ihren Wohnsitz von New Plymouth aus nach Auckland, und dann nacheinander nach Dunedin, Nelson und schließlich Wellington.

## England
1875 gingen die Familie nach England, um die Ausbildung ihrer Kinder zu fördern. Während Marys Geschwister verschiedene Schule und Colleges besuchen konnten, blieb sie bei ihrer Mutter als Gesellschafterin und manchmal auch als Krankenschwester, wenn dies in der Familie nötig war. Einerseits genoss sie ihre gesellschaftliche Position dadurch und andererseits sehnte sie sich auch danach frei zu sein.

## Neuseeland
1879 kehrte die Familie zurück nach Neuseeland und wohnte wieder in Wellington. Mary übernahm wieder familiäre Pflichten, widmete sich aber bald dem Schreiben von Gedichten und danach schriftstellerischen Tätigkeiten zu. Von 1884 bis 1890 war sie, bevor sie 1890 wieder nach England ging, als Lehrerin an der Wellington Girls' High School tätig.

## England
In England arbeitete sie einen Teil des Jahres 1891 im Newnham College und reiste 1892 wieder zurück nach Wellington.

## Neuseeland
1895 starb ihr Vater und Mary hatte das Gefühl nun selbst ein Führungsperson wie ihr Vater zu sein.

## England
Sie kehrte wiederholt nach England zurück und begann im September 1896 eine Ausbildung zur Kindergärtnerin am damaligen Froebel Institute in London.

## Neuseeland
Wieder zurück in Neuseeland eröffnete sie 1898 eine Privatschule in Wellington, die Kinder vom Kindergarten bis zur Vorschule unterrichtete. Im Jahr 1900 initiierte sie zusätzlich ein Programm, um ärmeren Kindern eine Vorschulerziehung zu ermöglichen. Mary trat auch als Rednerin auf Versammlungen auf, in denen sie Spenden sammelte und 1905 die Bewegung für kostenlose Kindergärten in Wellington gründete. Ihre Privatschule, in der sie bis 1910 selbst unterrichtete, führte sie bis 1912 weiter.
Mary beteiligte sich an Organisationen wie, die League of Mothers, die New Zealand Society for the Protection of Women and Children und die Women's Social Progress Movement. In allen genannten Organisationen nahm sie eine führenden Rolle war. Von 1906 bis 1916 war sie im Vorstand der Wellington College and Girls' High School und war die erste Frau, die im Vorstand vertreten war. Des Weiteren war sie von 1910 bis 1915 Mitglied des Wellington Hospital and Charitable Aid Board.

## Arbeit als Autorin
In den Jahren 1898, 1903 und 1942 veröffentlichte Mary schmale Gedichtbände und war eine produktive Autorin von Briefen, Artikeln und Predigten sowie von Liedern, Theaterstücken und Geschichten für Kinder.
Mary Elizabeth Richmond verstarb am 3. Juli 1949 im Alter von 95 Jahren in Wellington.

## Ehrungen
- 1949 – Commander of the Most Excellent Order of the British Empire (CBE)[3]

## Werke
- 1898 – Roundels, Sonnets and Other Verses. Eigenverlag, Edinburgh 1898 (englisch).
- 1903 – Poems. Elkin Mathews, London 1903 (englisch).
- 1908 – Songs for Children. Philip Green, London 1908 (englisch).
- 1913 – Betty B's Book Titel=Verses and Songs (all Sorts) for Children. nicht bekannt, nicht bekannt 1913 (englisch).
- 1925 – The Bindy Ballads. J.E. Francis, London 1925 (englisch).
- 1941 – Richmond, Mary Elizabeth 1853-1949. My First Eight Years, 1853-1861. 1941 (englisch).
- 1942 – Yet we Believe. Thoughts in Peace and War. Reed, Wellington 1942 (englisch).
- 1943 – Arisaig Idyll, 1914-1926. George Waterston Printers, Edinburgh 1943 (englisch).

Quelle: National Library of New Zealand

unvollständige Liste